# Valentina Cipriani
Valentina Cipriani (Roma, 8 de abril de 1983) es una deportista italiana que compite en esgrima, especialista en la modalidad de florete.
En los Juegos Europeos de Bakú 2015 obtuvo dos medallas de bronce, en las pruebas individual y por equipos. Ganó dos medallas en el Campeonato Europeo de Esgrima de 2005, oro en la prueba por equipos y bronce en la individual.

## Palmarés internacional
| Juegos Europeos    | Juegos Europeos        | Juegos Europeos   | Juegos Europeos     |
| Año                | Lugar                  | Medalla           | Prueba              |
| ------------------ | ---------------------- | ----------------- | ------------------- |
| 2015               | Bakú (Azerbaiyán)      | Medalla de bronce | Florete individual  |
| 2015               | Bakú (Azerbaiyán)      | Medalla de bronce | Florete por equipos |
| Campeonato Europeo |                        |                   |                     |
| Año                | Lugar                  | Medalla           | Prueba              |
| 2005               | Zalaegerszeg (Hungría) | Medalla de oro    | Florete por equipos |
| 2005               | Zalaegerszeg (Hungría) | Medalla de bronce | Florete individual  |